# David Brewster
David Brewster (Jedburgh (Schotland), 11 december 1781 - Allerly bij Melrose, 10 februari 1868) was een Schots natuurkundige. Hij was de uitvinder van de caleidoscoop en van de dioptrische stereoscoop.

## Leven en werk
Hij was de zoon van James Brewster, de rector van het gymnasium van Jedburgh. Reeds op jonge leeftijd interesseerde David zich voor natuurwetenschappen, en op zijn tiende bouwde hij een telescoop. Hij studeerde eerst theologie in Edinburgh, waarin hij ook afstudeerde en een preekbevoegdheid voor de Kerk van Schotland haalde maar waar hij nooit gebruik van maakte. Vervolgens studeerde hij natuurwetenschappen en rechten. Hij werd advocaat, en later hoogleraar natuurkunde aan de Universiteit van St. Andrews. In 1859 werd hij rector magnificus van de Universiteit van Edinburgh.
Zijn eerste onderzoek betrof polarisatie van licht; in 1814 ontdekte hij bij onderzoek met gepolariseerd licht in kristallen met twee optische assen de brewsterhoek en de dubbelbreking. De resultaten publiceerde hij in de Transactions of the Royal Society of Edinburgh, waarvan hij in 1808 lid werd. Later werd hij ook vicevoorzitter van deze vereniging.
In 1816 vond hij de caleidoscoop uit, waar hij op 10 juli 1817 octrooi op kreeg en in 1819 een boek over schreef. Als snel werd de caleidoscoop een geliefd en wijdverbreid speelgoed, hoewel het oorspronkelijk als wetenschappelijk instrument was bedoeld.

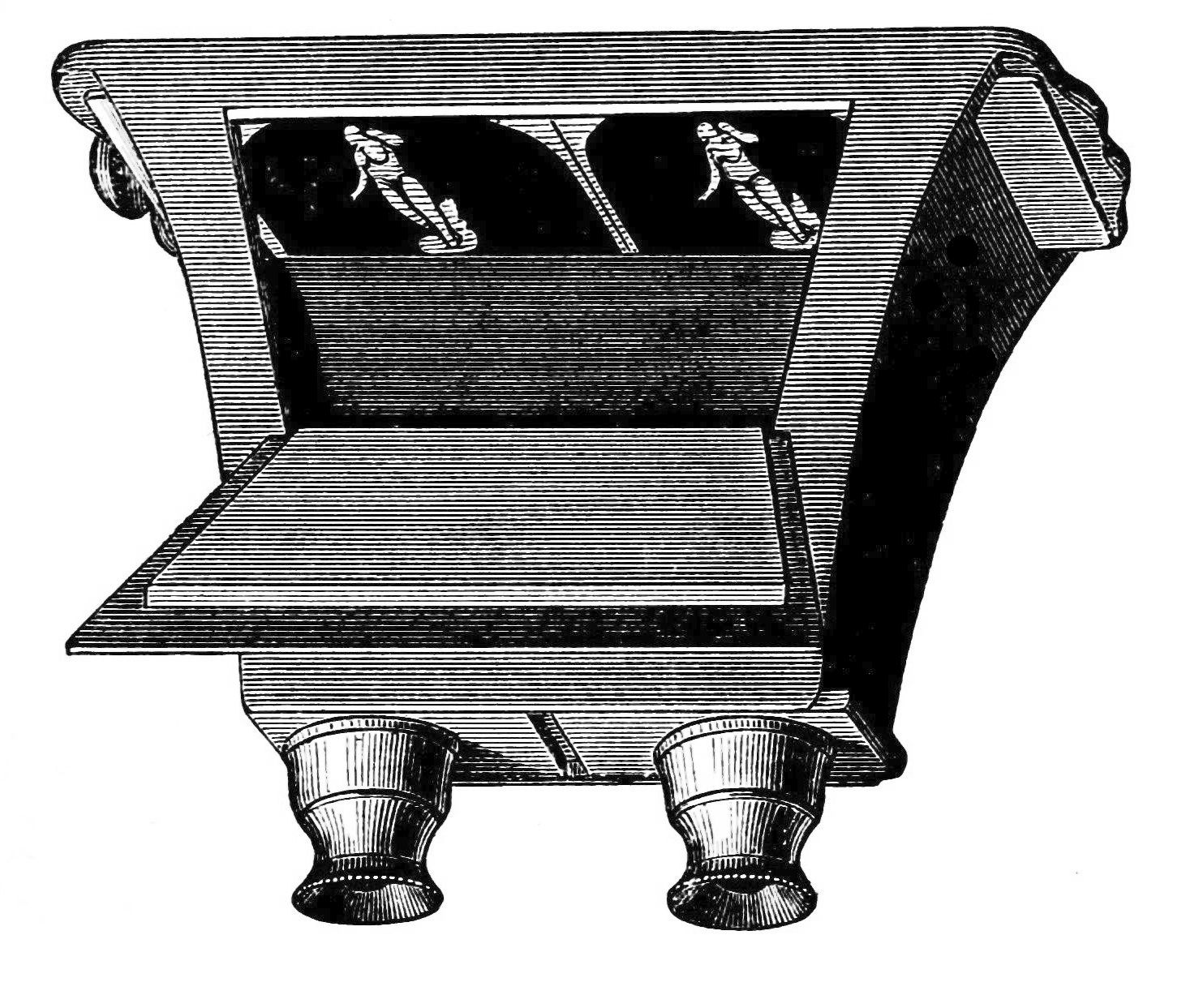
De stereoscoop van Brewster

Een andere uitvinding van hem, de stereoscoop, werd rond 1850 eveneens geliefd speelgoed. Hij ontwikkelde het in het kader van zijn onderzoek naar de eerste vormen van fotografie.
Ook is hij bekend door zijn uitgebreide biografie van Isaac Newton. Daarnaast schreef hij verschillende populairwetenschappelijke artikelen en boeken. Brewster kende veel bekende Schotse persoonlijkheden, zoals de dichter Walter Scott en vele schilders, zoals Alexander Nasmyth en William Turner.
In 1808 nam Brewster ook de redactie van de Edinburgh Encyclopedia op zich die in 1830 in dertig delen verscheen. Samen met Robert Jameson richtte hij in 1819 het Edinburgh Philosophical Journal op, waarvan hij van 1824 tot 1832 de enige redacteur was. Brewster schreef ook veel artikelen voor de zevende en de achtste druk van de Encyclopædia Britannica.
Hij overleed in 1868 aan een longontsteking.

## Erkenningen
In 1815 werd hij gekozen tot Fellow van de Royal Society, die hem in datzelfde jaar de Copley Medal, in 1818 de Rumford Medal en in 1830 de Royal Medal verleende. In 1831 werd sir David Brewster in de adelstand verheven.

## Publicaties
- Treatise on the caleidoscope. Edinburgh (1819)
- Letters on natural magic. Londen (1831)
- Treatise on Optics. Londen (1832)
- Life of Sir Isaac Newton. Edinburgh (1832) (deutsch Leipzig 1833)
- Memoirs of the life, writings, and discoveries of Sir Isaac Newton. 2 delen. Londen (1855)
- Martyrs of Science. Edinburgh (1841) (Beschrijving van het lot van Galileo Galilei, Tycho Brahe en Johannes Kepler)
- Double reflection and polarization of light, Londen 1860